# Peter Apfelbaum
Peter Apfelbaum (Berkeley, 21 augustus 1960) is een Amerikaanse jazzmuzikant (piano, saxofoon, drums) en componist van de Modern creative Jazz.

## Biografie
Apfelbaum werkte tussen 1978 en 1982 met Carla Bley en werkte tournees af met Warren Smith en Karl Berger. Hij was als sideman-pianist betrokken bij veel sessies en hij had langere nummers voor verschillende orkesten gecomponeerd, zoals voor Don Cherry. In 1990 toerde Apfelbaum met Cherry in de formatie Multikulti, waar hij piano en saxofoon speelde. Peter Apfelbaum leidde tijdens de jaren 1960 het Hieroglyphics Ensemble. Qua stijl bewoog zijn muziek zich tussen fusion en wereldmuziek, maar bevat wel vrije elementen. Zijn album Signs of Life uit 1991 plaatste zich in de categorie 'top contemporary jazz albums' in het Billboard tijdschrift op nummer 14. Hij werkte verder samen met Josh Roseman (Treats for the Nightwalker, 2003), Jai Uttal, John Zorn, Gina Leishmans Kamikaze Ground Crew en ook met Sex Mob.

## Discografie
- 1991: Signs Of Life (Antilles)
- 1992: Jodoji Brightness (Antilles)
- 1996: Luminous Charms (Gramavision)
- 2005: It Is Written (ACT Music)